# Zams
Zams is een gemeente in het Oberinntal, in het district Landeck in de Oostenrijkse deelstaat Tirol. Samen met buurgemeente Landeck is het in een dalkom gelegen. Deze dalkom zorgt voor gunstige klimatologische omstandigheden. Het dorp ligt aant de samenvloeiing van de Inn met de Sanna en tevens aan de grens tussen de Noordelijke Kalkalpen en de Centraalalpen. Het dorp is sinds oudsher een knooppunt van verkeerswegen; hier kruisen wegen die naar de Vinschgau, het Engadin, Beieren en het Bodenmeergebied voeren.
De vrijstaande kerktoren is een typisch kenmerk van de plaats. De kerk werd vernield door een brand in 1911 die de helft van het dorp in de as legde. De toren bleef echter bewaard terwijl de kerk ongeveer vijftig meter verderop heropgericht werd.

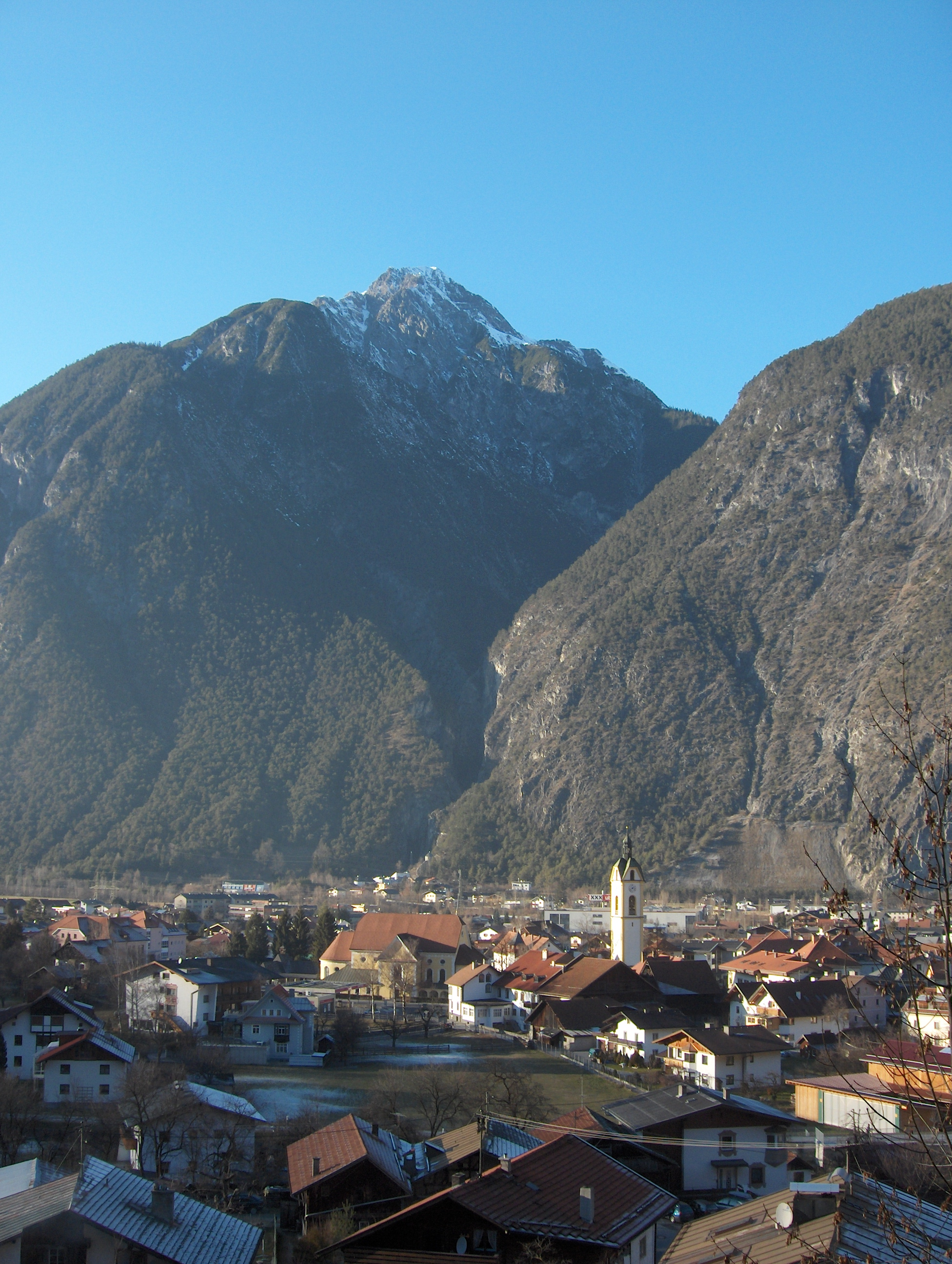
Blik op Zams

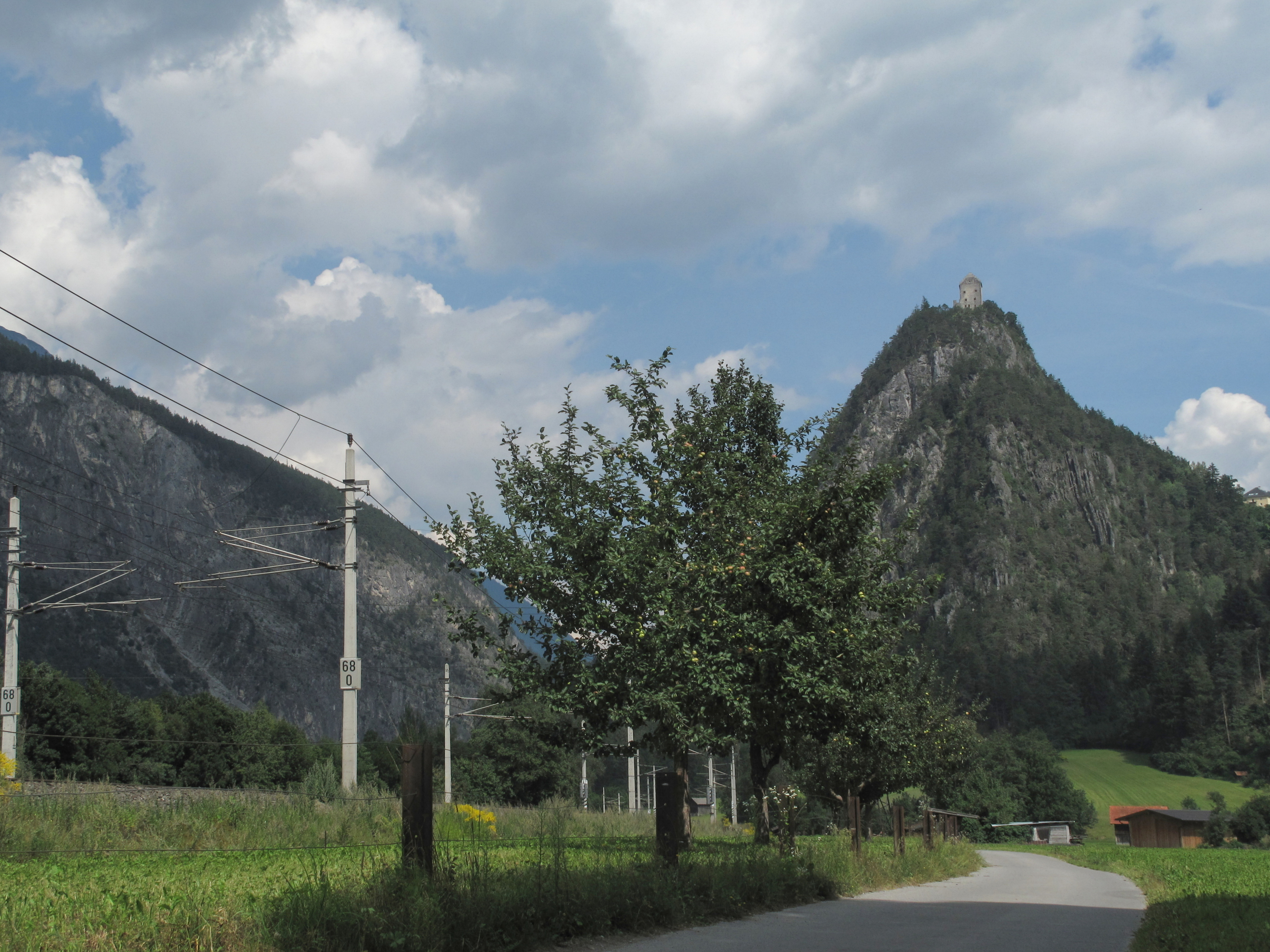
Zams, kasteel (die Kronburg) langs de spoorlijn

## Dorpskernen
Zams: Lötz, Rease, Oberdorf, Engere, Oberreit, Unterreit, Siedlung, Riefe

Zammerberg: Falterschein, Grist, Kronburg, Lahnbach, Rifenal, Schwaighof, Tatschhof, Anreit

Außerfern: Madau

## Buurgemeentes
Bach, Fließ, Flirsch, Gramais, Grins, Imst, Kaisers, Landeck, Schönwies, Stanz bij Landeck, Strengen, Wenns

## Geboren
- Alois Haueis (1860-1951), politicus
- Franz Xaver Hauser (1924–1999), schilder en beeldhouwer
- Hans Dietmar Schweisgut (1951), diplomaat
- Romed Mungenast (1953), schrijver
- Günther Platter (1954), politicus
- Eva Lichtenberger (1954), politica
- Bernhard Bair (1955), officier
- Andreas Matt (1982), freestyleskiër
- Hansjörg Auer (1984), klimmer
- Stefanie Köhle (1986), alpineskiester
- Katharina Schiechtl (1993), voetbalster
- Anna Zita Maria Stricker (1994), wielrenster

Faggen · Fendels · Fiss · Fließ · Flirsch · Galtür · Grins · Ischgl · Kappl · Kaunerberg · Kaunertal · Kauns · Ladis · Landeck · Nauders · Pettneu am Arlberg · Pfunds · Pians · Prutz · Ried im Oberinntal · Sankt Anton am Arlberg · Schönwies · See · Serfaus · Spiss · Stanz bei Landeck · Strengen · Tobadill · Tösens  · Zams
- Gemeinsame Normdatei: 4108919-4
- Virtual International Authority File: 239485362
- WorldCat: E39PCjBFh68dd638JP9xMthXQy